# Estadio Nuevo Mirandilla
El Estadio Nuevo Mirandilla, anteriormente denominado Estadio Ramón de Carranza, es un estadio municipal de la ciudad española de Cádiz, Andalucía, donde juega sus partidos como local el Cádiz Club de Fútbol. Fue construido entre mayo de 1954 y agosto de 1955 y finalmente estrenado el día 2 de septiembre de 1955, con el partido disputado entre el Cádiz C. F. y el F. C. Barcelona, acabando con el resultado de 0-4 a favor del equipo catalán.

## Nomenclatura
El 2 de septiembre de 1955 fue el día en que se inauguró con el nombre de Estadio Municipal Ramón de Carranza en memoria de Ramón de Carranza y Fernández Reguera.
Como consecuencia de la aplicación de la Ley de Memoria Histórica de España, se le retiró el nombre de herencia franquista, el cual recordaba a Ramón de Carranza y Fernández Reguera, y adoptó el de Nuevo Mirandilla en 2021, tras una votación en la que más de 98.000 tenían derecho a voto, siendo elegido el nombre actual. En esta votación, además de Nuevo Mirandilla, existían otras opciones como Gadir, Tacita de Plata, Bahía de Cádiz, Ciudad de Cádiz, Gades,  La Laguna y La Pepa.

## Historia
Fue construido entre mayo de 1954 y agosto de 1955 con una inversión de once millones de pesetas y trabajaron en su construcción entre 150 y 250 obreros. El equipo técnico lo formaron los arquitectos Manuel Muñoz Monasterio y Fernández Pujol, el aparejador Fernando Accame y el ingeniero por la contrata de obras Gonzalo. El campo tenía unas medidas de 106 por 68 metros, y una pista de atletismo alrededor de 400 metros. La torre olímpica, más conocida como la torre de preferencia, tenía una altura de 30 metros y el aforo era de 15.000 espectadores. El estadio no contó con iluminación propia hasta 1957. La estructura, completamente ovalada, se mantuvo hasta 1984, fecha en que se hizo la primera remodelación. A dicha remodelación sobrevivieron el fondo sur, y la preferencia, que esperan su turno en la segunda reforma.

### Antecesores
Antes del Nuevo Mirandilla los estadios donde ha jugado el Cádiz CF y sus equipos antecesores fueron:
- La explanada de lo que hoy día son los astilleros
- El campo de las Balas, colindante al Hotel Atlántico, y que fue cedido por el Real club de Tiro Nacional de Cádiz para los partidos del Español de Cádiz desde 1912.
- Campo Ana de Viya, situado en los terrenos vecinos del actual colegio San Felipe Neri. Fue inaugurado en abril de 1923.
- Campo del Velódromo, donde el CD Mirandilla comenzó en 1931 a jugar sus partidos, en lo que hoy es la barriada España.
- Campo de deportes Mirandilla, inaugurado el 27 de agosto de 1933 ante el Real Betis.

### Inauguración
| PO | Goyo      |  |
| DF | Varela    |  |
| DF | Cuartango |  |
| DF | Soto      |  |
| DF | Tejedor   |  |
| DF | Pilongo   |  |
| MC | Mari      |  |
| MC | Paquito   |  |
| MC | León      |  |
| DE | Nené      |  |
| DE | Ayala I   |  |

| PO | Ramallets   |  |
| DF | Seguer      |  |
| DF | Biosca      |  |
| DF | Segarra     |  |
| MC | Flotats     |  |
| MC | Bosch       |  |
| MC | Luis Suárez |  |
| DE | Mandi       |  |
| DE | Villaverde  |  |
| DE | Kubala      |  |
| DE | Manchón     |  |

|  |

| 35' | Villaverde  |
| 53' | Moreno      |
| 78' | Kubala      |
| 80' | Luis Suárez |

| Árbitro             |
| Árbitros asistentes |

| PO | Goyo      |  |
| DF | Varela    |  |
| DF | Cuartango |  |
| DF | Soto      |  |
| DF | Tejedor   |  |
| DF | Pilongo   |  |
| MC | Mari      |  |
| MC | Paquito   |  |
| MC | León      |  |
| DE | Nené      |  |
| DE | Ayala I   |  |

| PO | Ramallets   |  |
| DF | Seguer      |  |
| DF | Biosca      |  |
| DF | Segarra     |  |
| MC | Flotats     |  |
| MC | Bosch       |  |
| MC | Luis Suárez |  |
| DE | Mandi       |  |
| DE | Villaverde  |  |
| DE | Kubala      |  |
| DE | Manchón     |  |

|  |

| 35' | Villaverde  |
| 53' | Moreno      |
| 78' | Kubala      |
| 80' | Luis Suárez |

| Árbitro             |
| Árbitros asistentes |

A las 17:30, el obispo de Cádiz, Tomás Gutiérrez Díez, procedió a la bendición del nuevo estadio. Al acto asistieron las autoridades locales y provinciales y otros personajes públicos. Después de la bendición hubo un desfile de atletas, y a las 18:15 comenzó el partido inaugugral entre el Cádiz CF y el F. C. Barcelona que acabó con victoria visitante por 0-4.

Vista panorámica nocturna

Vista nocturna

Mosaico durante el enfrentamiento de Segunda División entre el Cádiz CF y la UD Almería

### Primera remodelación
En 1984, con Manuel Irigoyen como presidente, el consejo del Cádiz CF aprobó la remodelación del estadio Carranza. Esta constaba de dos fases: añadir una visera a la zona de tribuna, y ampliar la capacidad de Fondo Norte. La segunda pretendía hacer dicha operación con el Fondo Sur, pero esta nunca se llegó a ejecutar. La inversión necesaria para dichas remodelaciones fue de 400 millones de pesetas, cuyo crédito concedió la Caja de Ahorros de Cádiz. Ferrovial ganó el concurso de remodelación que salió a subasta pública.
Las obras comenzaron en mayo de 1984 y duraron cuatro meses, inaugurándose las nuevas obras en el Trofeo de aquel año. El Fondo Norte fue demolido completamente y se levantó de nuevo. La visera se añadió a la tribuna ya existente. A esta se le añadieron los palcos y las cabinas radiofónicas. La capacidad del estadio tras estas obras quedó en 22.000 personas. 
Posteriormente, a mediados de los 90, se colocó en la torre de Preferencia el primer marcador electrónico, cambiado poco después al fondo sur pues en Preferencia el sol de la tarde incidía directamente en él deslumbrando y dificultando su lectura; no obstante, estuvo muy poco tiempo operativo. El electrónico se estropeó a causa de una racha de viento y nadie se hizo cargo de su reparación. Se restauró el marcador manual en la torre de Preferencia hasta su demolición en 2003.

### Segunda remodelación
El 8 de febrero de 2002 la alcaldesa de la ciudad, Teófila Martínez, presentaba el que sería el primero de los proyectos reales para el Nuevo Carranza, que sufrió varios cambios posteriormente. La remodelación se llevaría a cabo en tres fases: Fondo Sur y Preferencia, Fondo Norte y Tribuna. La clave para que la obra se pudiera realizar, estaba en los locales comerciales. El dinero obtenido de la venta de estos serviría para sufragar los gastos, de tal forma que el estadio se autofinanciase, sin que tuviera que ser pagado con dinero público.
Hasta el 2 de noviembre de 2002, se presentaba un nuevo proyecto de remodelación, que modificaba sustancialmente el anterior: se aumentaba la superficie destinada a locales comerciales, y la capacidad final del estadio también se vería establecida alrededor de las 20000 plazas, todos sentados.
El 31 de marzo de 2003 comienzan las obras en Fondo Sur. Acabado este, le tocó el turno a la Preferencia. Se buscaba conseguir que ambas gradas estuvieran listas para la L Edición del Trofeo Ramón de Carranza, para el verano de 2004. Las gradas no estuvieron listas para esta fecha, aunque el motivo por el que el Trofeo no pudo disputarse en el estadio en esta edición fue otro, el césped del campo quedó muy dañado por las obras y tuvo que disputarse en el municipal de Bahía Sur en San Fernando.
El 3 de agosto de 2005 se inauguraron oficialmente las obras de la primera fase. Las nuevas gradas de Preferencia y Fondo Sur, en se invirtieron 25 250 000 €.
La segunda fase comenzó con el derribo de Fondo Norte el 20 de noviembre de 2006] </ref>. La polémica de esta fase saltó con la colocación de los videomarcadores, el ayuntamiento de Cádiz, la Junta de Andalucía y el Cádiz CF no lograban ponerse de acuerdo en la ubicación y quien se haría cargo de la financiación de los mismos. Finalmente los dos videomarcadores, propuestos por el Ayuntamiento, se estrenaron en el partido que enfrentó al Cádiz CF con el Real Sporting de Gijón el 8 de abril de 2007 con resultado 1-1.
Estos videomarcadores empezaron a fallarle paneles debido a una racha de viento, lo que hizo que paulatinamente se fueran deteriorando, y para cuando años después quisieron abordar la reparación, se encontraron con que la empresa que los fabricaban ya no existía y las piezas estaban descatalogadas. En 2012, el último de ambos que aún funcionaba dejó definitivamente de hacerlo y por un periodo de 3 años el estadio volvió a recurrir, una vez más, al manual de paneles con los números dibujados, que ubicaron en Preferencia Alta.
La nueva grada de Fondo Norte fue inaugurada el 13 de agosto de 2008 y abierta al público un día después coincidiendo con el primer partido de la LIV edición del Trofeo Ramón de Carranza entre el Cádiz CF y el Athletic Club, partido que ganó el equipo gaditano por 2 goles a 0.
La última fase de la remodelación del Estadio Ramón de Carranza fue la construcción de la nueva Tribuna,y finalizó en 2012. Con esta remodelación, el estadio aumentó su aforo a 20.724 espectadores.
En cuanto a los videomarcadores, en noviembre de 2015 el ayuntamiento sustituyó los estropeados y desfasados anteriormente referidos por dos de las pantallas led que estaban instaladas por las calles y avenidas de la ciudad para ofrecer diversas informaciones municipales al ciudadano. Se instalaron en los mismos soportes que los anteriores videomarcadores, aunque las pantallas led eran más pequeñas.
Finalmente, y con ocasión del primer partido oficial de la selección española en el estadio en noviembre de 2019, se puso a punto la nueva iluminación y estreno de nuevos videomarcadores, visiblemente más grandes que las pantallas led, y actualmente en uso.

### Cambio de nombre
El 24 de junio de 2021, el estadio pasó a llamarse Nuevo Mirandilla en cumplimiento de la Ley de Memoria Histórica de España.En julio de 2024 el Cádiz C.F. solicitó el ayuntamiento de la ciudad cambiar de nuevo el nombre a Estadio Carranza.
Ayuntamiento y Cádiz C.F. defienden que el nombre Carranza, sin el nombre de pila (Ramón), ya no hace referencia a la persona y que hace referencia solo al nombre del estadio.
Las reacciones contrarias a la vuelta de Carranza son inmediatas y surge la plataforma Ciudadana Carranza Incumple, que defiende que no basta con quitar el nombre de pila del antiguo nombre para desvincularlo, que han sido 66 años con el nombre Ramón de Carranza en el mismo edificio, en el mismo lugar y con la misma actividad que ahora, por lo que el nombre de Carranza siempre estará vinculado a Ramón de Carranza.
Las reacciones contrarias a la vuelta de Carranza también llegan desde los partidos de la oposición en el Ayuntamiento de Cádiz, de la subdelegación del Gobierno de Cádiz, desde el Ministerio de Políticas Territoriales o desde las asociaciones de Memoria Democrática, advirtiendo todas ellas que la vuelta de Carranza supone un fraude de ley.

## Accesos
En tren:
- La línea C1 cercanías de Renfe, que cubren el trayecto Cádiz-Jerez, parada en la estación Estadio, situada junto al recinto deportivo.
- La línea T1 Trambahía de Cádiz, estación central a Pelagatos con parada en la Estación Estadio
- Algunos trenes de Media Distancia con origen y destino Sevilla también paran en el Estadio.[13]

En autobús urbano:
- La línea 1, parada Estadio, frente a la tribuna del Nuevo Mirandilla, en la Avenida José León de Carranza.
- La línea 2, parada Loreto, tiene su parada término en la Barriada de Loreto, muy cerca del estadio.
- La línea 5, parada La Laguna 2, en la Avenida Sanidad Pública a unos 50 metros del estadio.

En autobús interurbano:
- Junto al estadio está situada la parada Telegrafía sin hilos de autobuses metropolitanos.[14] Las líneas principales con parada son la M-010 y M-011 a San Fernando, la línea M-020 a Chiclana, las líneas M-030, M-031, M-032 y M-033 a Puerto Real, las líneas M-040 y M-041 a El Puerto de Santa María y la línea M-060 a Rota de la concesionaria Transportes Generales Comes. También tienen parada los de la compañía Damas, en los trayectos a Ubrique, Sanlúcar de Barrameda y Chipiona, junto a la Comisaría de Policía Local que hay junto al estadio.